# Reinhard Meinel
Reinhard Meinel (* 21. Oktober 1958 in Jena) ist ein deutscher Physiker. Er ist der Leiter der Gruppe Relativistische Astrophysik am Institut für Theoretische Physik an der Universität Jena. Er ist als einer der führenden Experten bei der analytischen Behandlung der Gravitationstheorie international anerkannt. Außerdem gehört er zu den Erstunterzeichnern des Aufrufs, der zur Gründung des Neuen Forums führte.

## Leben
Als Schüler nahm Reinhard Meinel 1976 und 1977 an den Internationalen Physikolympiaden in Budapest und Hradec Králové teil und errang 1976 eine Silbermedaille und 1977 eine Goldmedaille. Zur Mannschaft der DDR gehörten damals auch Ralf Glaser und Stefan Schuster (nur 1977), die heute ebenfalls an der Universität Jena tätig sind.
Reinhard Meinel studierte Physik an der Universität Jena, diplomierte 1981 und promovierte ebenda 1984 mit der Arbeit Konstruktion exakter Lösungen und physikalische Anwendungen nichtlinearer Evolutionsgleichungen (Doktorvater: Gernot Neugebauer). Da er nicht konform mit der Politik der DDR-Führung war, blieb ihm zunächst eine universitäre Laufbahn versperrt. So arbeitete er von 1984 bis 1986 am Zentrum für Forschung und Technologie der Mikroelektronik (ZFTM) in Dresden (später Zentrum Mikroelektronik Dresden AG) und am Zentralinstitut für Kernforschung Rossendorf (heute Helmholtz-Zentrum Dresden-Rossendorf). 1986 bis 1991 war er wissenschaftlicher Mitarbeiter am Zentralinstitut für Astrophysik in Potsdam (heute Leibniz-Institut für Astrophysik Potsdam).
Am 9./10. September 1989 nahm er an der Gründung der Bürgerbewegung Neues Forum in Grünheide bei Berlin teil und gehörte zu den Erstunterzeichnern des entsprechenden Aufrufs. Er war dann sehr aktiv in dieser Bürgerbewegung tätig. So hat er u. a. mit Thomas Wernicke ein Buch über die Tätigkeit der Staatssicherheit im Bezirk Potsdam herausgegeben. In Jena hat er zusammen mit Gerhard Kluge die Akten der Staatssicherheit an der Universität Jena aufgearbeitet.
Nach der deutschen Wiedervereinigung konnte er 1991 an die Universität Jena zurückkehren und forscht dort seitdem über relativistische Astrophysik. 1999 wurde er zum außerordentlichen Professor ernannt.

## Wissenschaftliches Wirken
Zusammen mit Gernot Neugebauer veröffentlichte er 1995 eine streng analytische Lösung der Einsteinschen Feldgleichungen für eine starr rotierende Staubscheibe.
Außerdem forscht er über nichtlineare kosmische Dynamos und andere Probleme der allgemeinen Relativitätstheorie sowie über Solitonen. Er ist Erstautor der Monographie Relativistic Figures of Equilibrium.
Meinel engagiert sich auch sehr in der Lehre und erhielt für seine Vorlesungen Quantenmechanik I (2007) sowie Quantenmechanik II und Relativistische Physik (2010) den Lehrpreis der Physikalisch-Astronomischen Fakultät in Jena. Er ist Autor eines Lehrbuches zur Relativitätstheorie.